# Euplexia pectinata
Euplexia pectinata là một loài bướm đêm trong họ Noctuidae.